# おひつじ座ベータ星
おひつじ座β星は、おひつじ座の恒星で3等星。

## 概要
太陽の2倍の質量を持つA型主系列星の主星と太陽とほぼ同じ質量のG型主系列星の伴星による連星。2つの恒星の平均距離は0.64auで、離心率0.88という細長い楕円軌道で周回している。
おひつじ座ベータ星系では連星の距離が短い上に2つの恒星の光度が大きいので、個々の恒星の周囲にハビタブルゾーンは存在せず、2つの恒星を取り囲むようにして単一のハビタブルゾーンが存在している。
連星の近点距離が小さいため、個々の恒星を回る惑星（s-型惑星）の場合、安定した軌道を維持できるのは個々の恒星から0.01au（地球の月の軌道半径の約4倍に相当）以内というごく狭い領域に限られる、一方で周連星惑星（p-型惑星）の場合は連星の重心から2.37au以遠の領域で力学的に安定となる。おひつじ座ベータ星のハビタブルゾーンは連星系の周囲5.01auから7.66auの範囲と計算されており、これは前述のp-型惑星が力学的に安定して存在できる領域に収まっており、少なくとも、軌道の安定性という面からは、ハビタブル惑星は周連星惑星の形でこの系に存在することは可能である。

## 名称
学名はβ Arietis（略称はβ Ari）である。固有名のシェラタン (Sheratan) は、アラビアの28月宿の第1宿である al-sharaṯān に由来する。これは元々β星とγ星の2つの星から成り、アラビア語で「2つ」を表しているが、具体的に何を指していたのかは不明である。2016年7月20日に国際天文学連合の恒星の命名に関するワーキンググループ (Working Group on Star Names, WGSN) は、Sheratan をおひつじ座β星の固有名として承認した。